# Tomás Accioli Borges
Thomaz Pompeu Accioly Borges (Fortaleza, 17 de dezembro de 1908 — Rio de Janeiro, 18 de setembro de 1986), foi um economista e enxadrista brasileiro.

## Biografia
Filho de Raimundo Augusto Borges e Branca Accioly, esta, filha de Antônio Pinto Nogueira Accioly e Maria Tereza Accioly. Irmão de  Lavínia Accióly Borges; Ninon Accioly Borges; Nícia Accioly Borges; Alba Accioly Borges e Maria de Lourdes Accioly Magalhães. Seus dois irmãos homens chamavam-se Raimundo, conhecido como Gaúcho e Antônio.
Membro da Aliança Nacional Libertadora, Accioly Borges participou ativamente da política brasileira na época da ditadura de Getúlio Vargas. Como o partido fora fechado durante o Estado Novo, Accioly manteve-se na clandestinidade, sendo preso diversas vezes como subversivo. Foi companheiro de cela do escritor Graciliano Ramos, na Ilha Grande. Em 1937 foi posto em liberdade, mas logo em seguida condenado novamente pelo Supremo Tribunal Militar a 3 anos e 10 meses de prisão. Para não ser capturado procurou asilo na embaixada do Peru. Depois, ficou exilado alguns anos na Argentina. Exilado em Buenos Aires, traduziu o livro Cavaleiro da Esperança, de Jorge Amado, para o espanhol.
Anistiado em 1945, trabalhou na Fundação Getúlio Vargas, como redator da revista Conjuntura Econômica na qual era responsável pela Conjuntura Social. Também exerceu o cargo de Diretor de Material do DNOCS - Departamento Nacional de Obras Contra as Secas.
Engenheiro civil e economista especializado em Reforma Agrária, foi representante da FAO (Organização das Nações Unidas para a Agricultura e a Alimentação) para a América Latina inicialmente na cidade do México e, posteriormente, no Rio de Janeiro. Foi também assessor parlamentar do Senado Federal. 
Como enxadrista, chegou a campeão brasileiro em 1935. Venceu o campeonato carioca de 1930 e a tradicional Prova Clássica Caldas Vianna de 1933; seu título nacional se deu pelo direito de desafiar o campeão brasileiro Orlando Rocas após vencer o Torneio Nacional de Seleção e derrotar, em um curto match, o vice-campeão João de Souza Mendes.

## Obras
- Migrações Internas no Brasil, (1955),[13][14]
- La Reforma Agraria en la América Latina, (1962),[15]
- A Evolução da Propriedade da Terra no Brasil, (1977),[16]